# Pilotrichum piniforme
Pilotrichum piniforme là một loài rêu trong họ Pilotrichaceae. Loài này được Brid. mô tả khoa học đầu tiên năm 1827.